# Nemognatha immaculata
Nemognatha immaculata es una especie de coleóptero de la familia Meloidae.

## Distribución geográfica
Habita en México y (Estados Unidos).